# Антипов Микола Васильович
Микола Васильович Анти́пов (нар. 18 листопада 1944, Маріуполь) — український лікар-анатом, доктор медичних наук з 1993 року, професор з 1994 року.

## Біографія
Народився 18 листопада 1944 року в місті Маріуполі (нині Україна). 1971 року закінчив Цілиноградський медичний інститут, де до 1974 року працював на кафедрі анатомії людини. З 1974 року — у Донецькому медичному інституті: упродовж 1982—1994 років — асистент, доцент, з 1994 року — професор кафедри анатомії людини.

## Наукова діяльність
Наукові дослідження у галузі моделювання серцевого ритму й вивчення гемомікроциркуляторного русла. Серед робіт:
- Изменения в проводящей системе обычно и аномально развитого сердца в раннем постнатальном морфогенезе. Донецьк, 1992;
- Морфологические изменения в проводящей системе сердца при дилатационной кардиомиопатии. // «Український кардіологічний журнал». 1995. № 5 (у співавторстві);
- Новые показания к применению электрокардиостимуляторов. // «Грудная и сердечно-сосудистая хирургия». 1996. № 6;
- Морфологические основы внезапной сердечной смерти // Архив клиничной и экспериентальной медицины. 1996. № 5;
- Внутриартериальное введение лекарственных препаратов в комплексном лечении тромбоза ствола центральной вены сетчатки // ОЖ. 1998. № 1;
- Осложнения эндокардиальной электрокардиостимуляции // «Український кардіологічний журнал». 1998. № 7–8 (у співавторстві).